# Portage Des Sioux
Portage Des Sioux – miasto w Stanach Zjednoczonych, w stanie Missouri, w hrabstwie St. Charles.